# Дзевін (Малопольське воєводство)
Дзевін (пол. Dziewin) — село в Польщі, у гміні Дрвіня Бохенського повіту Малопольського воєводства.
Населення — 1151 особа (2011).
У 1975-1998 роках село належало до Краківського воєводства.

## Демографія
Демографічна структура станом на 31 березня 2011 року:
|          | Загалом | Допрацездатний вік | Працездатний вік | Постпрацездатний вік |
| -------- | ------- | ------------------ | ---------------- | -------------------- |
| Чоловіки | 567     | 127                | 379              | 61                   |
| Жінки    | 584     | 119                | 341              | 124                  |
| Разом    | 1151    | 246                | 720              | 185                  |